# Himalopsyche horai
Himalopsyche horai är en nattsländeart som först beskrevs av Martynov 1936.  Himalopsyche horai ingår i släktet Himalopsyche och familjen rovnattsländor. Inga underarter finns listade i Catalogue of Life.